# كينيدي إيهيناتشو
كينيدي إيهيناتشو (مواليد 16 ديسمبر 1990) هو لاعب كرة قدم نيجيري سابق.

## المسيرة
تلقى كينيدي تعليمه الكروي في أكاديمية بيبسي لكرة القدم الشهيرة في نيجيريا. بعد تخرجه من الأكاديمية، بدأ أول تجربة احترافية له باللعب مع نيجر تورنادو ونادي دولفينز في الدوري النيجيري الممتاز. انطلاقًا من طموحه لمواجهة تحديات أكبر في مسيرته، اكتشفه وكيل أعماله، فاصطحبه إلى الدوري التايلاندي؛ حيث حصل على عقد لمدة عامين. بعد انتهاء عقده، سافر كينيدي إيهيناتشو إلى الولايات المتحدة، حيث لعب لبضعة أشهر مع ميلووكي ويف، ثم استقر لاحقًا في عقد قصير الأجل مع نادي تامبا باي لكرة القدم في دوري الدرجة الأولى الأمريكي. لاحقا انتقل إلى الكويت.

## الموضع
يُفضّل كينيدي إيهيناتشو اللعب في قلب الدفاع. تظهر مهاراته في اعتراض الكرات وتوقيته في التصديات، بالإضافة إلى هيمنته على الكرات العالية.